# Limes (revistă)
Limes a fost o revistă de cultură editată în Zalău, județul Sălaj între 1998 și 2001. Revista a fost condusă de istoricul Cornel Grad (n. 1949). Printre redactori s-au aflat Györfi-Deák György, Simone Györfi, László Fejér, Camelia Corina Burghele (n. 1968), Vasile Florin Mirghesiu (n. 1972), Gheorghe Șișeștean (1954-2012), Viorel Tăutan (n. 1943). A fost publicată in română și maghiară. 